# Gasto social

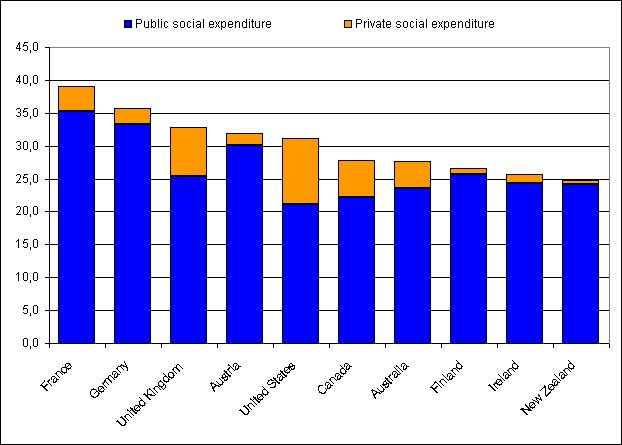
Gasto social público (azul) y privado (naranja) en varios países durante 2010

El gasto social es, o bien la proporción del PIB destinada a financiar el estado del bienestar (un porcentaje, %), o bien el montante correspondiente a esa proporción expresado en la moneda del país. Abarca tanto el gasto público con esa finalidad como el privado, pero en la mayoría de los países el gasto social privado (también se dice "gasto privado social", pero mucho menos; en cambio se dice mucho más "gasto público social" que "gasto social público") es muy escaso, de manera que cuando se habla de "gasto social", casi siempre se quiere decir "gasto público social". Lo más empleado para estudiar la evolución del gasto social en un país y compararlo con otros países es el % que supone respecto al PIB de ese país.

## Descripción
La RAE define el gasto social como  «partida del gasto público destinada a cubrir necesidades básicas de los ciudadanos» y avisa que se emplea el término en plural, "gastos sociales", con el mismo significado. Pero esta definición es imprecisa, ya que no establece cuáles son esas necesidades básicas.
La Comisión Económica para América Latina y el Caribe (CEPAL), órgano de las Naciones Unidas (ONU) define el gasto público social como «el volumen de recursos destinados a financiar políticas relacionadas con las siguientes 6 funciones: 
1. Protección social (pensiones, subsidios de desempleo, dependencia, etc.)
2. Educación
3. Salud
4. Vivienda y servicios comunitarios
5. Actividades recreativas, cultura y religión
6. Protección del medio ambiente»

Un estudio más restrictivo de la Fundación de las Cajas de Ahorros de España (FUNCAS) considera que el gasto público social en España en 2012 se emplea en 4 capítulosː pensiones y otras prestaciones sociales, salud, educación y desempleo. Considera que el gasto público social es fundamental para la redistribución de la riqueza, por lo que también contribuye a la reducción de la desigualdad de ingreso. Asimismo, un gasto social adecuado aumenta la productividad. Las políticas activas de empleo también se consideran gasto social, y del tipo más eficaz.
El gasto social puede canalizarse hacia sus destinatarios últimos —los ciudadanos— de diversas formasː mediante pagos directos (por ejemplo las pensiones o el subsidio de desempleos), mediante la prestación de servicios por parte de empleados públicos (por ejemplo la sanidad pública o la educación pública) o mediante conciertos del sector público con empresas privadas.
Algunos actores políticos prefieren denominar a esta partida "inversión social", con el propósito de aumentarla, ya que consideran que la expresión "gasto" está teñida de connotaciones negativas. Pero en los estudios técnicos siempre se habla de "gasto social".

## Evolución
El gasto público en los países industrializados ha experimentado aumentos significativos debido a que, ante el crecimiento, los ciudadanos demandan más servicios (Ley de Wagner). Esta demanda refuerza la presencia del Estado en los sectores de asistencia y bienestar social. Al proporcionar estos servicios públicos, el Estado pretende a garantizar condiciones de vida dignas a todos los ciudadanos y a protegerlos de posibles riesgos (accidente, invalidez, etc.).

## Impacto económico
El pago de cotizaciones sociales tiene un impacto en el sistema económico, ya que es percibido por los empleadores como un aumento en el costo de la mano de obra, lo que por lo tanto impone un aumento en el precio de venta final de bienes y productos, haciendo en consecuencia las empresas menos competitivas en relación con las de otros países sin estado de bienestar. En sentido contrario, la falta de gasto social en algunos países provoca pobreza, malestar social y violencia, lo que propicia que muchos de sus habitantes huyan.
Las ayudas sociales se financian, en cambio, recurriendo al presupuesto público, que a su vez se nutre de los impuestos pagados por los contribuyentes y, por lo tanto, pueden tener un impacto macroeconómico sobre la demanda y el consumo.

## En otros idiomas
En inglés se emplean indistintamente las expresiones social spending, social expenditure y social expenditures (en plural). Menos frecuentemente se emplea welfare spending o welfare expenditure, a veces con un sentido más restringido. El porcentaje de gasto social respecto al PIB se denomina en inglés welfare effort. En francés se denomina dépense sociale o depenses sociaux.

## Gasto público social y gasto social privado
En español se prefiere la ordenación "gasto público social" que "gasto social público", mientras que se usa mucho más "gasto social privado" que "gasto privado social". En la mayoría de los países el gasto social privado es muy escaso; solo es significativo donde el sector privado administra una parte importante del sistema sanitario o el de pensiones, como Países Bajos, Suiza, Islandia, Estados Unidos, Reino Unido o Australia. En los estudios técnicos donde se compara el gasto social entre países se tiene en cuenta la suma de gasto público social y gasto social privado. El gasto social privado puede ser voluntario u obligatorio.

## Qué no es gasto social
Las siguientes partidas no se consideran gasto público socialː
- Gastos militares[13]
- Pago de los intereses de la deuda pública,[14] incluso aunque esa deuda se haya contraído para financiar gasto social
- Inversiones[15] (por ejemplo en infraestructuras, en compra de empresas...)
- Gastos de funcionamiento político de los Estados (elecciones, parlamentos, asignaciones a la monarquía...)
- Fuerzas de seguridadː policía, vigilancia fronteriza...
- Justicia (tribunales, prisiones...)